# Alfredo Bercht
Alfredo Bercht (Porto Alegre, 2 de enero de 1922 - 2005) fue un regatista brasileño.
Participó en los Juegos Olímpicos de Helsinki 1952 en la clase Finn, y en los de Melbourne 1956 en la clase 12 m2 Sharpie.
En 1956 ganó el Campeonato de Brasil de la clase Snipe.